# 灯台树
灯台树（学名：Cornus controversum），为山茱萸科山茱萸属下的一个植物种。